# Ústřičník dlouhozobý
Ústřičník dlouhozobý (Haematopus longirostris) je statný druh ústřičníka, který se primárně vyskytuje v Austrálii, jeho areál výskytu však kapsovitě sahá na jih Nové Guineje a okolní ostrůvky. 

## Systematika
Druh popsal v roce 1817 francouzský ornitolog Louis Pierre Vieillot. Jedná se o monotypický taxon. Druhové jméno longirostris pochází z latinského longus („sazový“) a -rostris („zobý“).

## Popis
Délka těla dosahuje kolem 48–52 cm. Samec i samice vypadají stejně, samice bývá o něco větší než samec. Svrchní strana těla je černá. Břicho, podocasní krovky, kostřec a střední část spodní strany křídel jsou bílé. Duhovky, oční kroužek a zobák jsou sytě červené, nohy růžové. Nedospělí jedinci mají světlejší zobák, jeho špička bývá černá.

## Výskyt
Areál výskytu druhu zabírá pobřežní oblasti Austrálie a Tasmánie a kapsovitě zasahuje i do jižní oblasti Nové Guineje a na Aruské ostrovy. V prvním desetiletí 21. století se početnost australské populace odhadovala na 12–14 tisíc jedinců.

## Biologie

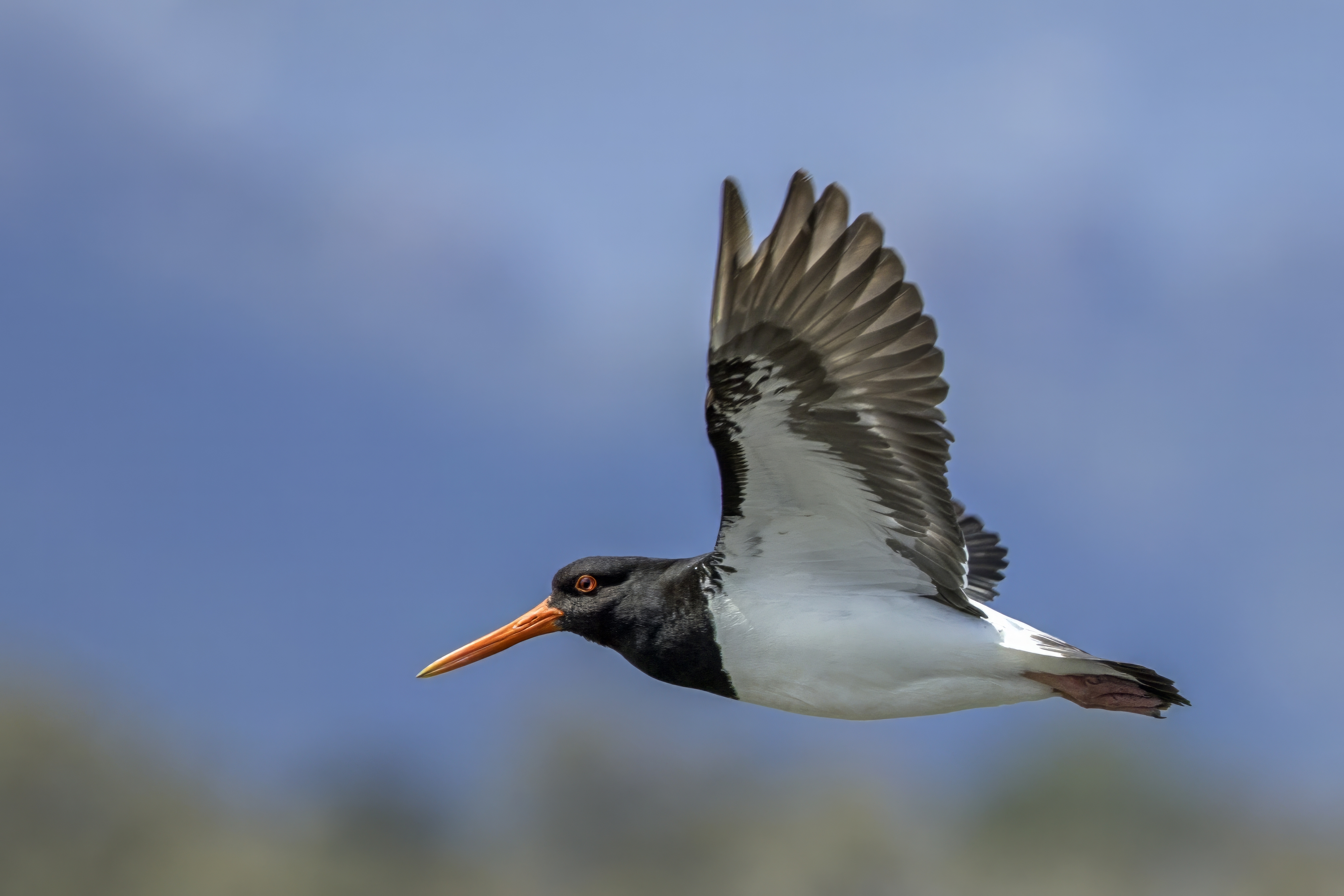
Ústřičník dlouhozobý v letu

Stanoviště druhu tvoří mořské pobřeží, preferuje hlavně písčité pláže v zálivech. Je poměrně rozšířený a vzhledem ke snadné identifikaci se jedná o jednoho z nejlépe rozlišitelných ptáků australského pobřeží. Typicky je k vidění, jak samostatně nebo v páru cupitá podél pobřeží, kde hledá svou hlavní potravu – měkkýše, občas sezobne i kraba nebo červa. V oblibě má hlavně odliv, kdy moře ustoupí a ústřičník může v odhalených březích nalézat potravu. Měkkýše ve schránce otevírá buď klováním nebo tlučením o tvrdý povrch, přičemž individuální ústřičníci preferují používání buď jedné nebo druhé metody, kterou se naučili od svých rodičů. Vokální projev zahrnuje v letu vydávané per-píp nebo plíp plíp.

### Hnízdění

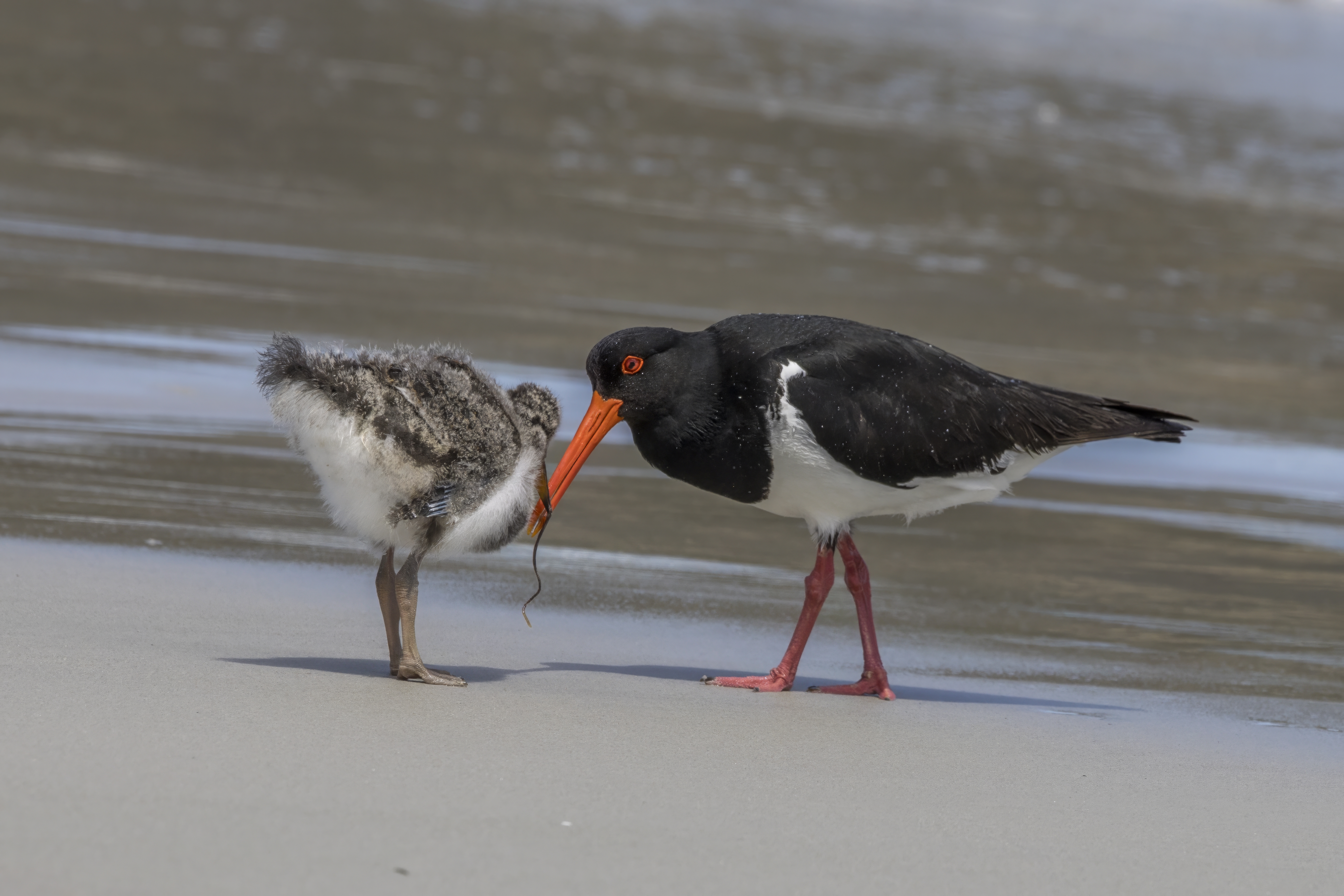
Mládě (vlevo) s dospělcem

Jedná se primárně o monogamní druh, který utváří doživotní páry. V Novém Jižním Walesu byl nicméně zaznamenán zajímavý případ trojice ústřičníků, která spolu zahnízdila 10 let po sobě. Ústřičníci zahnizďují přímo na zemi na pláži. Během hnízdění jsou vysoce teritoriální a hlasitě křičí na každého narušitele teritoria. V případě potřeby mohou předvádět zlomení křídla, aby tak odlákali pozornost predátora od hnízda. Samice mezi srpnem a lednem klade do mělkého důlku v písku 2–3 vejce. Vejce o rozměrech 59×41 mm bývají šedě olivová s tmavě hnědými skvrnami. Inkubaci zajišťují oba partneři s větším přispěním samice po dobu 28–32 dní. Prekociální mláďata opouští hnízdi do 3 dnů od vyklubání, avšak rodiče je nadále krmí po několik týdnů.

## Ohrožení
Mezinárodní svaz ochrany přírody druh hodnotí jako málo dotčený. Populace je patrně stabilní a hlavní potenciální ohrožení druhu představují výstavba v pobřežních oblastech, úbytek přirozených stanovišť, predace liškami, sběr měkkýšů lidmi, rušení lidmi a stoupání hladiny moří spolu s dalšími doprovodnými jevy globálního oteplování, jako jsou výjimečně rozbouřená moře, která mohou smést hnízdiště ústřičníků.